# Sistemas de transporte del Centro de México
Los sistemas de transporte del Centro de México están estrechamente relacionados. La Ciudad de México, el Estado de México e Hidalgo tienen zonas metropolitanas de importancia nacional que son accesibles y cercanas entre sí, estas conforman una parte de la Megalópolis de México, aunque los medios de transporte no se limitan solo a las áreas urbanas; Los principales núcleos poblacionales de las entidades mencionadas son: Valle de México, Valles de Toluca-Santiago Tianguistenco y Valle de Pachuca-Tizayuca. Existen trenes de lejanías que conectarán en un futuro con otras metrópolis del centro del país; como las zonas de Puebla-Tlaxcala y Tula.

Ubicación de las metrópolis que conforman la Corona del Centro México.

Aunque no solo se incluyen medios públicos, pues algunos se  crearon gracias a una alianza pública y particular o están completamente concesionados a la iniciativa privada. Las redes cuentan con una característica identidad gráfica e infraestructura (carretera, ferroviaria, de teleféricos y aérea) dispersa o englobada en sistemas cuyo método de pago es en efectivo o con tarjetas inteligentes; para el caso de la Ciudad de México se utiliza la tarjeta de Movilidad Integrada, para el Estado de México la tarjeta de la Movilidad Mexiquense, y en algunos puntos las tarjetas te permiten acceder a redes de los otros sistemas. Por último, cabe mencionar que se busca unificar paulatinamente ambos sistemas para conformar uno solo.

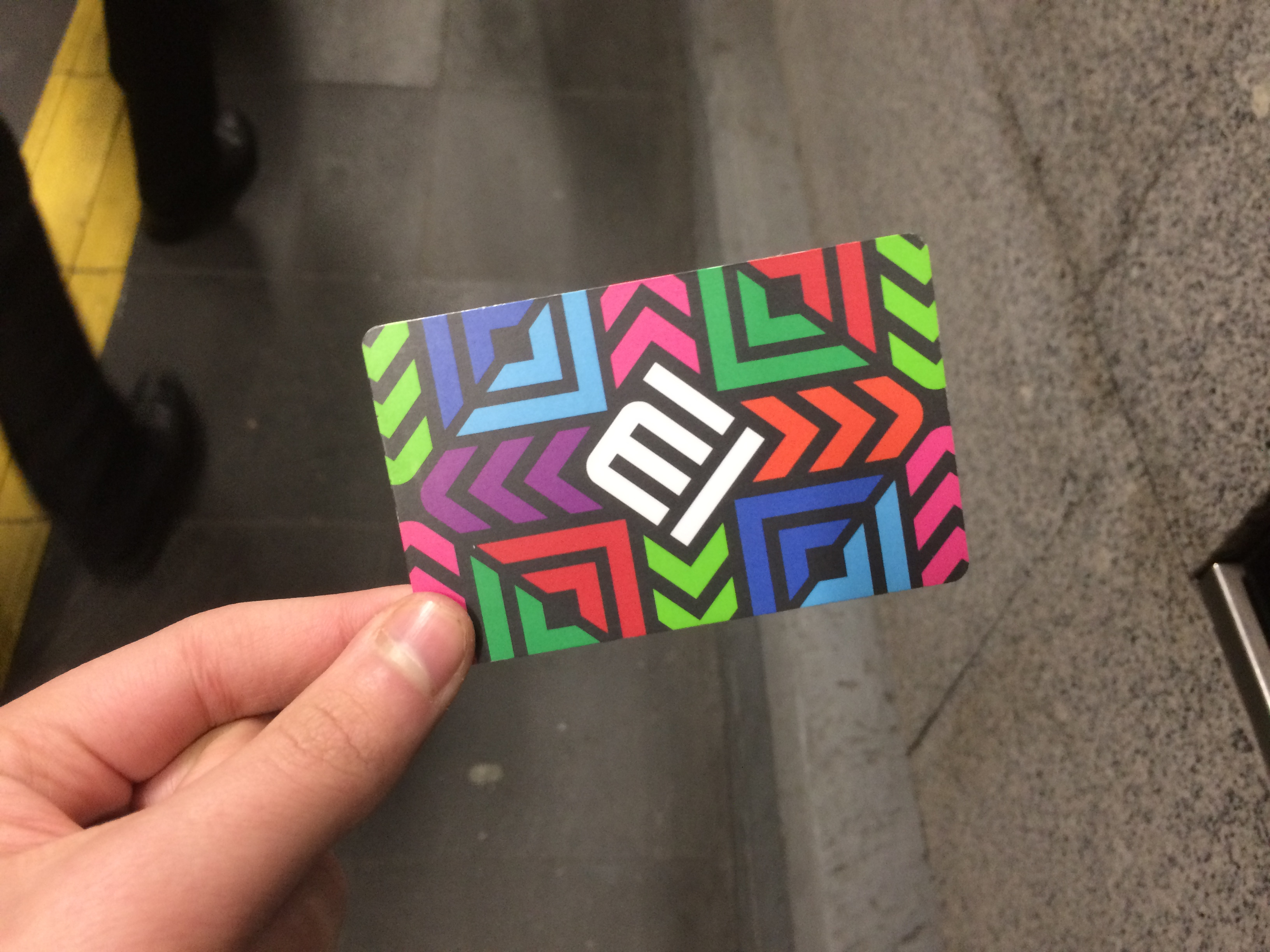
Una tarjeta del sistema Movilidad Integrada.

## Transportes interterritoriales
Estos transportes son aquellos que tienen origen o destino en puntos internos o externos ubicados incluso en otros estados, como algunos vuelos aéreos o transportes colectivos; también hace referencia a los que cuentan con amplias rutas y cuyo financiamiento dependió de ambas entidades, como el trolebús. Otros transportes interestatales son los que pertenecen al gobierno federal mexicano y que atraviesan estos territorios, como los trenes a Toluca y al Aeropuerto Internacional Felipe Ángeles.

### Aeropuertos y helipuertos
En la Ciudad de México se encuentra el Aeropuerto Internacional Benito Juárez (AICM) en Venustiano Carranza que cuenta con un transporte hectométrico denominado Aerotrén CDMX, además de varios helipuertos.
El Estado de México posee tres aeropuertos; dos internacionales siendo el Felipe Ángeles en Zumpango (cercano a la Base Aérea Militar N.º 1 General Alfredo Lezama Álvarez) y el Adolfo López Mateos en Toluca, además del Aeropuerto Nacional Jorge Jiménez Cantú en Atizapán de Zaragoza.

### CETRAMS y ETRAMS
Los Centros de Transferencia Modal (CETRAM), llamados comúnmente paraderos, los cuales confluyen diversos tipos y organizaciones del transporte público de pasajeros, en el Estado de México se les conocen como Estaciones de Transferencia Multimodal (ETRAM). Su objetivo es facilitar la movilidad de pasajeros entre los sistemas de transporte que allí convergen. Comenzaron atendiendo unidades tipo sedán denominadas combis, y después empezaron a prestar servicio a vagonetas grandes, microbuses y autobuses, provenientes en un porcentaje considerable de la Zona Metropolitana del Valle de México.

### Trenes Interurbanos
Los trenes interurbanos son trenes de cercanías que interconectan las zonas metropolitanas del Valle de Pachuca-Tizayuca y los Valles de Toluca-Santiago Tianguistenco con la zona metropolitana del Valle de México.

### Trenes Suburbanos
Son trenes que conectan los suburbios a las ciudades. El Ferrocarril Suburbano de la Zona Metropolitana del Valle de México o Tren Suburbano del Valle de México, es el primer tren de cercanías construido en México.

### Trolebús
Es un sistema de autobús de tránsito rápido cuyas rutas y financiamiento son de la Ciudad de México y el Estado de México. Es independiente del Metrobús y el Mexibús, se caracteriza por estar generalmente alimentado por una catenaria. El sistema cuenta con once líneas, se asigna un número y un color azul para cada una.

### Transportes Colecivos
Son vehículos de transporte público que tienen capacidad para múltiples pasajeros y que suelen tener una función de ruta alimentadora de los otros sistemas. Solo se incluyen rutas que no habían sido planificadas formalmente por los gobiernos y por ello se excluyen los Corredores del Edomex y RTP.
Autocar
También llamado autobús foráneo, es un tipo de autobús grande que recorre largas distancias y suelen abordarse en centrales de autobuses o en los paraderos denominados Centros y Estaciones de Transferencia Modal. Por lo general son operados por empresas privadas como ADO o Estrella de Oro.
Midibús

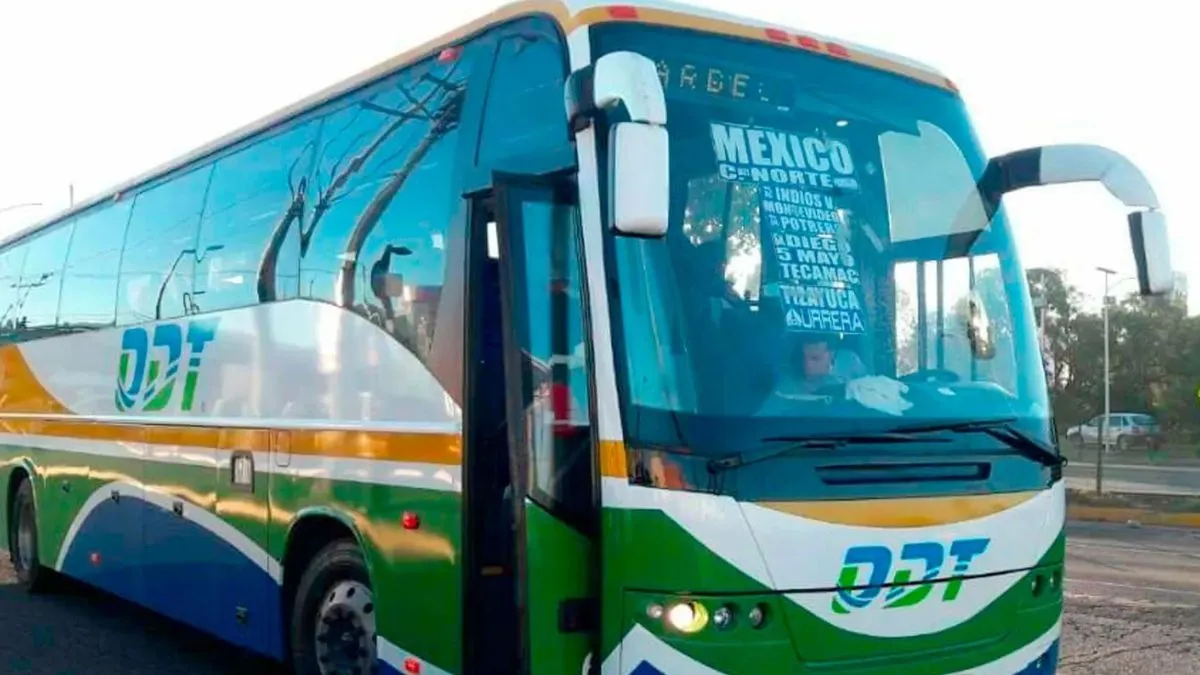
Autocar de ODT en la ruta Tizayuca-Central del Norte.

Son autobuses de tamaño intermedio y suelen recorrer distancias medianas, se les conoce popularmente como camiones y se abordan en los paraderos o en la vía pública. La mayoría suele ser transporte concesionado, aunque algunos no se encuentran regularizados.
Minibús

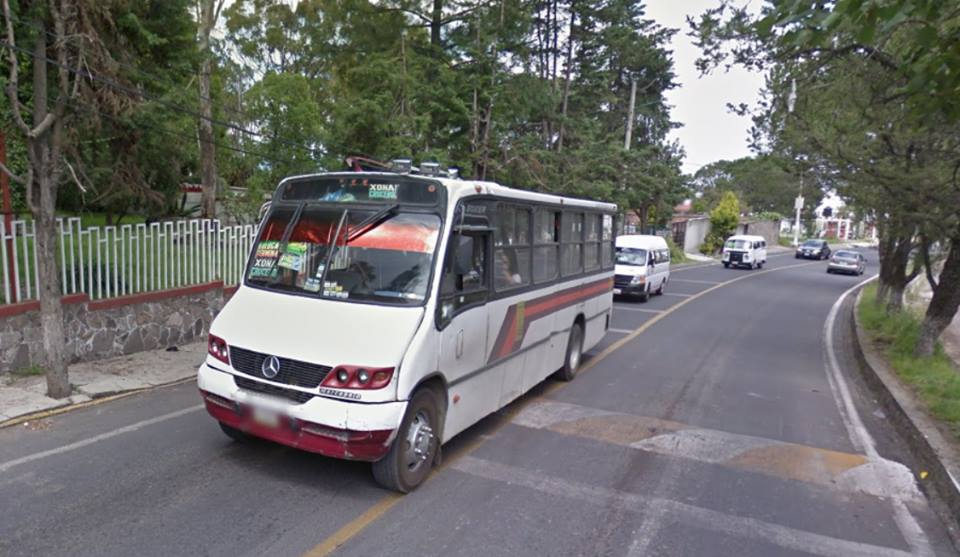
Camión de la línea Monte Alto con dirección a Toluca pasando por Nicolás Romero.

Autobuses de tamaño pequeño que recorren distancias cortas, se les conoce popularmente como microbuses. La mayoría no se encuentran regularizados y se abordan en la vía pública, aunque existen esfuerzos de modernización  como la Red de Corredores que tiene rutas en la Ciudad y el Estado.
Furgonetas

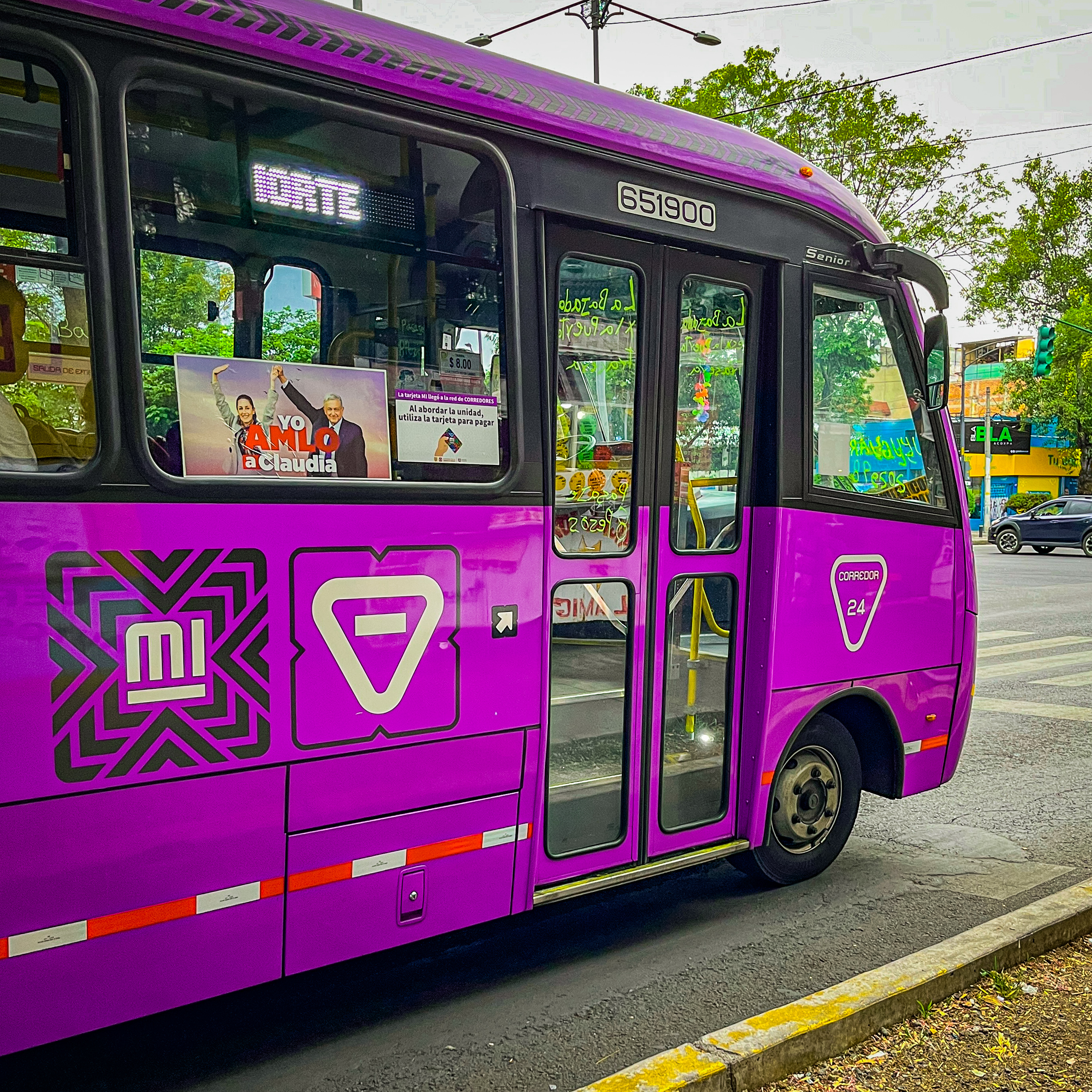
Unidad de la ruta 24 de la Red de Corredores de la CDMX.

Son vehículos tipo van o vagonetas, denominados como combis peseras. Las distancias recorridas pueden variar mucho y su regularización también.

Combi en el Estado de México.

## Transportes en la Ciudad de México
El transporte de la Ciudad de México está conformado por una compleja red conocida de infraestructura pública y privada de sistemas de transporte con amplias conexiones conocida como Movilidad Integrada (MI CDMX), bajo la administración de los gobiernos de la Ciudad de México.

### Sistema de Transporte Colectivo Metro
El Metro de la Ciudad de México es la red de ferrocarril metropolitano de la capital mexicana, la Ciudad de México y su área metropolitana. Su operación y explotación está a cargo del organismo público descentralizado denominado Sistema de Transporte Colectivo (STC), y su construcción, a cargo de la Secretaría de Obras y Servicios de la Ciudad de México, la mayoría de sus estaciones se encuentran en dicho territorio.

### Tren Ligero
El Tren Ligero de la Ciudad de México es una línea de tren ligero que presta servicio en el sur de la Ciudad de México. Es administrado por el organismo público descentralizado: Servicio de Transportes Eléctricos de la Ciudad de México.

### Funiculares
La única línea de elevadores funiculares inclinados que se encuentra en la Ciudad de México cuenta con dos estaciones principales "Columbus" y "La Araña", ubicado entre Columbus y Río Mixcoac, fue inaugurado en 2021.

### Metrobús
El Metrobús es un sistema de autobús de tránsito rápido en la Ciudad de México; su planeación, control y administración están a cargo del organismo público descentralizado Metrobús. El sistema cuenta con varias líneas que se les asigna un número y un color distintivo, la mayoría de las estaciones se encuentran en la dentro de la Ciudad.

### Red de Transporte de Pasajeros (RTP)
La Red de Transporte de Pasajeros de la Ciudad de México, también comercialmente RTP, es un servicio de transporte público operado por el Gobierno de la Ciudad de México. El sistema se puede pagar con efectivo o con la Tarjeta de Movilidad Integrada.

### Cablebús
El Sistema de Transporte Público Cablebús, conocido como Cablebús, es un sistema de transporte por teleférico que da servicio, por lo general, en zonas altas de la Ciudad de México. Su planeación, control y administración están a cargo del organismo público descentralizado Servicio de Transportes Eléctricos de la Ciudad de México.

### Taxis de la CDMX
Los taxis en la Ciudad de México son una forma de transporte público, siendo una de las flotas de taxis más grandes del mundo. También existe el servicio en forma de moto y bici taxi.

### Sistema de Bicicletas Compartidas
El Sistema de Transporte Individual en Bicicleta Pública ECOBICI de la Ciudad de México, más conocido como Ecobici, es un sistema de bicicletas compartidas de la Ciudad de México, a cargo del Gobierno de la Ciudad de México mediante la Secretaría de Movilidad. Éste es uno de los sistemas de transporte público de la capital que conforman la Movilidad Integrada.

### Escaleras y andadores
En la calle "La Pedrera" de la alcaldía Álvaro Obregón existen unas escaleras eléctrico-mecánicas del programa "Escalando Vidas, Tejiendo Destinos" y ofrece movilidad a lugares de difícil acceso, son denominadas Colectivo 18 por las colonias del mismo nombre. Actualmente están en desuso.
También se plantearon escaleras eléctricas cercanas a la línea 1 del Cablebús para las laderas de Cuautepec, y otras cerca de la Sierra Santa Catarina en Iztapalapa.

## Transportes en el Estado de México
El Estado de México cuenta con variados medios de transporte, tanto dentro de sus zonas metropolitanas como fuera de ellas, varios de estos medios están integrados en el Sistema de Movilidad Mexiquense (Movimex). Por su densidad de población, estas zonas requieren una conectividad masiva de nivel medio-alto,[cita requerida] mientras que para el resto del estado el transporte es de tipo local e intermunicipal, así como también interestatal con conexión a estados vecinos y ciudades incluso en el interior de la república. El transporte en el Estado de México es uno de los más grandes y complejos de México debido a su gran población de más de 16 millones de habitantes. El sistema de transporte incluye una amplia red de autobuses, microbuses, taxis y trenes que conectan a los ciudadanos con las principales ciudades y pueblos del estado.

### Metromex
El Metro Mexiquense también conocido como Metromex, es un sistema de trenes urbanos que es  parte del plan de la movilidad del Estado de México. Se han revelado los planes para su construcción.

### Mexibús
El Mexibús es un sistema de autobús de tránsito rápido que sirve principalmente a la Zona Metropolitana del Valle de México ubicada en el Estado de México, aunque también llega a la Ciudad de México. Su planeación, control y administración están a cargo del Sistema de Transporte Masivo y Teleférico.

### Red de Transporte Mexiquense (RTM)
Los Corredores del Plan Colibrí son proyectos de rutas alimentadoras que ofrecerán servicios con unidades de autobuses eléctricos e híbridos, representan una alternativa a los colectivos tradicionales.
En un principio se plantearon cinco rutas: Toluca-Centro, Tenango, San Mateo Atenco, AIFA-Zumpango, AIFA-Tizayuca y AIFA-Cuautitlán-Tultitlán.

### Mexicable
Es un sistema de transporte por teleférico que da servicio en zonas altas del Estado de México. Su planeación, control y administración están a cargo del Sistema de Transporte Masivo y Teleférico.

### Bicis Colíbri
El Bicicolibrí, es el proyecto de un sistema de bicicletas compartidas a cargo del Gobierno del Estado de México. Este es uno de los sistemas de transporte público mexiquense que originalmente conforman el "Plan Colibrí", su implementación es en municipios con alta población como Toluca y Ecatepec. Sustituye al anterior sistema Huizi.

### Taxis del Edomex
Los taxis del Estado México están en proceso de integración al Movimex, por lo general se encuentran en bases de taxis y se pueden tomar en la vía pública. Los vehículos que ofrecen el servicio son automóviles, motocicletas y bicicletas, algunos no se encuentran modernizados ni regularizados.

## Transportes en Hidalgo
En el estado de Hidalgo existen pocos sistemas organizados y/o masivos de transportes.

### Tuzobús
El Tuzobús es un sistema de autobús de tránsito rápido para la ciudad de Pachuca de Soto y su zona metropolitana.

### Bus Rapid Service (BRS)
Son las denominadas rutas de aportación que constan de autobuses alimentadores.

### Pachuca en Bici
Pachuca en Bici anteriormente llamado Bici Capital, es el único sistema de bicicletas compartidas en el estado.